# Francis Veber
Pour les articles homonymes, voir Veber.
Francis Veber, né le 28 juillet 1937 à Neuilly-sur-Seine (Seine), est un réalisateur, scénariste, producteur, dialoguiste, dramaturge et acteur français.
Il est principalement connu en tant qu'auteur de comédies à grand succès dont il a signé le scénario (Le Grand Blond avec une chaussure noire, L'Emmerdeur) ou également la réalisation (La Chèvre, Les Compères, Les Fugitifs, Le Placard).
Les scénarios de Veber privilégient le burlesque et sont réglés sur une mécanique boulevardière, reposant parfois sur le ressort du duo comique traditionnel comme l'Auguste et le clown blanc.
Expatrié aux États-Unis depuis les années 1980, il signe son retour professionnel en France avec Le Dîner de cons qui, sous forme de pièce de théâtre en 1993, puis de film en 1998, lui a valu l'un de ses plus grands succès.

## Biographie

### Jeunesse et formation
Fils du journaliste et écrivain Pierre-Gilles Veber et de la romancière Catherine Agadjanian dite Georgette Paul (1901-1990), Francis Paul Veber est également le petit-neveu de Tristan Bernard, le petit-fils de Pierre Veber et le neveu de Serge Veber. Son fils, Jean Veber, est également réalisateur. Il est par ailleurs l'oncle de Sophie Audouin-Mamikonian, auteure de la série de livres pour enfants Tara Duncan. Francis Veber serait en outre, par sa mère, un lointain descendant de la famille princière Mamikonian, qui a dominé l'Arménie durant le Moyen Âge. Sollicité par des monarchistes arméniens pour être prétendant au trône, il a préféré s'en désister au profit de sa nièce Sophie Audoin-Mamikonian. L'un de ses oncles maternels était par ailleurs l'époux de la fille du fondateur des caviars Pétrossian,.
Francis Veber est né de père juif et de mère arménienne ; il déclare à ce sujet : « Deux génocides, deux murs des lamentations dans le sang, tout pour faire un comique. » Son père, journaliste renommé avant la Seconde Guerre mondiale, passe l'essentiel de l'occupation allemande cloîtré chez lui par peur d'être arrêté ; il ne retrouve pas de travail dans la presse après la Libération. La mère de Francis, qui l'a fait baptiser dans le rite arméno-grégorien, entreprend alors de faire vivre la famille en écrivant à la chaîne des romans sentimentaux.
La famille Veber vit assez chichement et les parents de Francis Veber, peu satisfaits de leurs carrières respectives dans les lettres, l'encouragent à suivre des études pour trouver un métier stable,. Médiocre élève, il suit laborieusement des études de médecine, avant de s'inscrire sans plus d'enthousiasme à la Faculté des sciences, pour satisfaire sa famille qui l'imagine alors successivement chirurgien puis ingénieur dans le pétrole. Il finit par renoncer à ses études et, durant son service militaire, devient reporter à Bled, le journal de l'Armée d'Algérie, où il a pour collègues Philippe Labro, Jacques Séguéla, Cabu et Just Jaeckin. Il parvient à placer quelques textes dans la presse et devient, après la fin de son service, journaliste radio à RTL, métier qu'il exerce durant trois ans mais pour lequel il estime rétrospectivement avoir été peu doué.

### Scénariste à succès (1964-1975)
Francis Veber se marie en 1964. Il connaît à la même époque sa première expérience dans le spectacle en écrivant avec Jacques Martin, alors animateur vedette de RTL, une comédie musicale intitulée Petit Patapon : bâclée du propre aveu de son coauteur, la pièce est un échec total. Écrivant les flashs horaires de RTL, il est renvoyé de la radio à l'occasion d'une compression de personnel. Il tente alors de continuer à vivre de sa plume et écrit divers projets de feuilletons télévisés dont certains se concrétisent, comme Agence Intérim qu'il coécrit avec Richard Caron (tous deux s'abstenant cependant de signer le scénario, car jugeant le résultat très médiocre).
Lassé de voir sa carrière stagner, Francis Veber décide de tenter sa chance dans le théâtre et rédige la pièce L'Enlèvement, inspirée du rapt de l'épouse de Marcel Dassault. La pièce, qu'il juge avec le recul à demi ratée, connaît un mauvais démarrage : Francis Veber se voit déjà renoncer à toute carrière artistique pour retourner dans le pétrole, mais cette fois comme « pompiste ». Le spectacle est finalement sauvé par une critique favorable de Jean-Jacques Gautier et connaît un succès commercial suffisant pour que le producteur Bob Amon propose de transposer la pièce au cinéma : L'Enlèvement devient sur grand écran Appelez-moi Mathilde, réalisé par Pierre Mondy, avec Jacqueline Maillan et Michel Serrault. Le film est un échec commercial et Francis Veber, qui avait rédigé un synopsis de ce qui devient par la suite L'Emmerdeur, doit provisoirement renoncer au cinéma pour faire de son projet une nouvelle pièce de théâtre. Le Contrat, histoire d'un tueur à gages dont la mission est perturbée par un gêneur maladroit, est créée sur les planches en 1971 avec Jean Le Poulain et Raymond Gérôme, remportant un certain succès malgré des conditions de travail difficiles dues à la mésentente des deux comédiens. C'est à cette occasion que Francis Veber imagine une figure de « petit homme dans la foule » plongé dans une situation impossible dont il a à peine conscience : le personnage connaît de multiples variations dans les œuvres de Francis Veber et porte alternativement les noms de François Pignon ou de François Perrin, avant que le premier nom ne s'impose tout à fait.
À la même époque, Francis Veber recommence à travailler pour le cinéma de manière inattendue quand Georges Lautner se montre intéressé par La Couverture, un synopsis qu'il avait écrit plusieurs années plus tôt avec Richard Caron et que ce dernier avait ensuite adapté sous forme de roman (TTX 75 en famille). Produit par Alain Poiré pour Gaumont, le film s'intitule finalement Il était une fois un flic et met en vedette Michel Constantin et Mireille Darc : premier succès de cinéma de Francis Veber, il permet à ce dernier de s'imposer enfin comme scénariste pour le grand écran. Dans le même temps, Lino Ventura, vainement démarché pour tourner dans Il était une fois un flic, s'est déclaré intéressé par Le Contrat, dont Francis Veber lui a donné le synopsis pour lui montrer ses capacités d'écriture et le convaincre de tourner dans l'autre film. Le Contrat devient L'Emmerdeur : réalisé par Édouard Molinaro et interprété par Ventura et Jacques Brel, le film est un énorme succès à sa sortie en 1973. Francis Veber entame alors une longue collaboration avec Gaumont, pour qui il considère être devenu à l'époque « en quelque sorte un distributeur automatique de scénarios ». En 1972, il cosigne avec Yves Robert le scénario du Grand Blond avec une chaussure noire, qu'il dit avoir écrit intégralement lui-même. En sus de ses propres scénarios, il se charge pour Gaumont de travaux de réécriture de scénarios, œuvrant au fil des années sur des projets aussi différents que Le Professionnel ou Le Grand Bleu.

### Scénariste/réalisateur à succès (1976-1986)
En 1976, sur le conseil de Claude Berri, Francis Veber passe lui-même à la réalisation pour tourner Le Jouet, avec en vedette Pierre Richard. Le film obtient un score honorable mais décevant en regard des films précédemment scénarisés par Veber, qui préfère alors retourner à l'écriture et enchaîne avec l'adaptation au cinéma de La Cage aux folles, que réalise Édouard Molinaro. Ce n'est qu'en 1981 que Francis Veber, qui avait été quelque peu découragé par le mauvais accueil critique du Jouet, repasse derrière la caméra, cette fois pour La Chèvre. Prévu tout d'abord pour mettre en vedette Lino Ventura et Jacques Villeret, et finalement interprété par Gérard Depardieu et Pierre Richard, le film attire sept millions de spectateurs dans les salles françaises. Il remporte également un succès international, tout particulièrement en URSS où il attire à l'époque trente-cinq millions de spectateurs.
Francis Veber retrouve le couple Gérard Depardieu-Pierre Richard à deux reprises, dans Les Compères (1983) et Les Fugitifs (1986) : le tandem des deux acteurs lui permet de remettre en scène une recette déjà éprouvée dans L'Emmerdeur avec Lino Ventura et Jacques Brel, soit celui de la confrontation entre un personnage « sérieux » et un autre « comique », le premier perdant progressivement pied face au comportement du second. Au fil des œuvres, le personnage de l'« Auguste » s'appelle le plus souvent Perrin ou Pignon, tandis que le « clown blanc » alterne parfois entre les noms de Lucas ou de Campana.

### Expérience hollywoodienne (1982-1992)
En 1982, Francis Veber connaît sa première expérience dans le cinéma américain en signant le scénario du film Partners, qui est un échec commercial. Trois ans plus tard, alors qu'il est membre du jury du festival de Cannes 1985, Francis Veber fait la rencontre de Jeffrey Katzenberg, alors l'un des principaux responsables de Walt Disney Pictures, qui l'invite à venir travailler aux États-Unis.
À la fin des années 1980, il s'installe à Los Angeles et commence à travailler pour Disney en tant que « script doctor ». Il réalise également Three Fugitives, remake américain des Fugitifs, dans lequel Nick Nolte reprend le rôle de Gérard Depardieu et Martin Short celui de Pierre Richard. Si Francis Veber garde du résultat de cette première réalisation américaine une impression mitigée, Sur la corde raide (Out on a limb) avec Matthew Broderick, dont il n'a pas écrit le scénario, est en revanche pour le cinéaste une expérience exécrable et un « bide mérité » qui le convainc de revenir à l'écriture.

### Retour à la réalisation en France (1996-2008)
Francis Veber se lance alors, sans idées préconçues, dans l'écriture de la pièce Le Dîner de cons, dont il n'envisage tout d'abord pas de faire un film. Lors d'un de ses passages à Paris, il parle de sa pièce à Alain Poiré, qui achète alors les droits d'adaptation au cinéma. Le producteur de théâtre Jean-Louis Livi, ancien agent de Francis Veber, reçoit le manuscrit de la pièce une fois celle-ci terminée et convainc Jean-Paul Belmondo de l'accueillir au Théâtre des Variétés. Mise en scène par Pierre Mondy et interprétée par Jacques Villeret et Claude Brasseur, la pièce est créée en 1993 et remporte un triomphe qui surprend jusqu'à son auteur ; elle tient trois ans sur les planches, obligeant Alain Poiré à patienter avant de lancer le chantier de l'adaptation sur grand écran.
Entre-temps, Francis Veber revient à la réalisation pour une production française, avec Le Jaguar, interprété par Patrick Bruel et Jean Reno, film qui connaît un score décevant au box office, mais est néanmoins le 5e succès français de l'année 1996 avec 2 390 580 spectateurs.
Il enchaîne alors avec le tournage de l'adaptation cinématographique du Dîner de cons, où Jacques Villeret reprend son rôle, tandis que Claude Brasseur est remplacé par Thierry Lhermitte. Le film est un immense succès, attirant en 1998 plus de neuf millions de spectateurs dans les salles françaises : il vaut à Jacques Villeret le César du meilleur acteur et à Daniel Prévost celui du meilleur acteur dans un second rôle. Francis Veber remporte quant à lui le César du meilleur scénario original ou adaptation.
Tout en continuant à résider aux États-Unis durant une partie de l'année, Francis Veber réalise ensuite en France, dans les années 2000, plusieurs autres comédies à succès : Le Placard (2001) avec Daniel Auteuil, Michèle Laroque, Gérard Depardieu, Thierry Lhermitte et Jean Rochefort; Tais-toi ! (2003) avec Jean Reno, Gérard Depardieu et Richard Berry ; La Doublure (2006) avec Gad Elmaleh, Daniel Auteuil, Richard Berry, Dany Boon, Alice Taglioni et Virginie Ledoyen.

### Reprises au théâtre de ses films culte (depuis 2005)
En 2005, il est convaincu par Michel Sardou, qui vient alors de racheter le théâtre de la Porte-Saint-Martin, de remonter sur les planches L'Emmerdeur. Jugeant le film un peu vieilli, Francis Veber en propose une version remaniée : mise en scène par ses propres soins, cette nouvelle mouture remporte un triomphe, avec Patrick Timsit et Richard Berry comme interprètes principaux.
Suit une reprise au théâtre du Dîner de cons, avec Dany Boon et Arthur. En 2008, galvanisé par le succès au théâtre de L'Emmerdeur, Francis Veber décide d'en tirer une nouvelle version cinématographique, une idée qu'il juge lui-même a posteriori « calamiteuse ». Le nouvel Emmerdeur est un échec commercial, le public n'acceptant guère de voir revisité à l'écran le classique naguère interprété par Brel et Ventura : le film ne tient que deux semaines dans les salles et n'attire que 203 870 spectateurs, soit un score très inférieur aux succès habituels de Francis Veber. Le réalisateur commente par la suite : « Outre le fait que les réactions du public et de la critique m'ont donné l'impression d'avoir fait de la profanation de sépulture, j'ai reçu une leçon que je ne suis pas près d'oublier : il y a certains cultes qu'il vaut mieux respecter ».

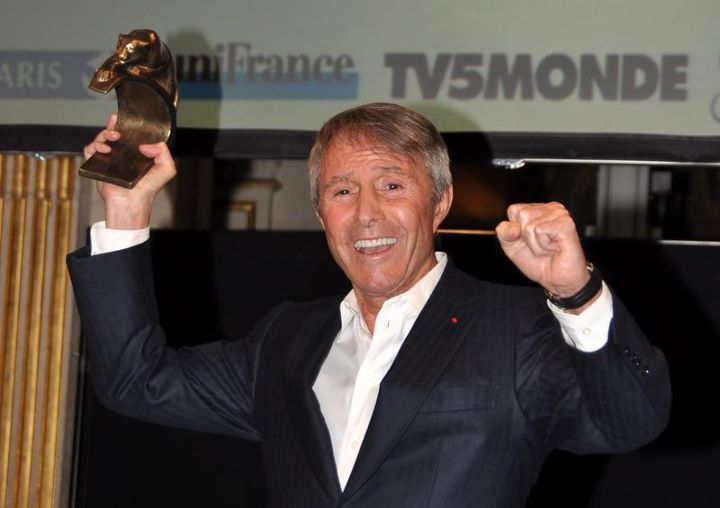
Le réalisateur récompensé en 2012 par un Prix Lumières d'honneur.

En 2009, Le Dîner de cons est à nouveau repris au théâtre, cette fois avec Régis Laspalès et Philippe Chevallier. En 2010, Francis Veber publie ses mémoires, intitulés Que ça reste entre nous. Le 13 janvier 2012, à la cérémonie des Prix Lumières 2012, il reçoit un Prix Lumières d'honneur pour l'ensemble de sa carrière.
En 2013, Francis Veber signe et met en scène une nouvelle pièce, Cher trésor, avec Gérard Jugnot dans le rôle principal : le spectacle remporte un grand succès à Paris et réalise ensuite une tournée dans toute la France.
L'année suivante, il adapte au théâtre son propre film Le Placard, qu'il met également en scène : Élie Semoun y reprend le rôle tenu à l'écran par Daniel Auteuil tandis que Laurent Gamelon (déjà apparu dans le film) reprend celui de Santini jadis tenu par Gérard Depardieu.

## Engagement
En décembre 2023, il est signataire de la tribune controversée N'effacez pas Gérard Depardieu visant notamment à défendre la présomption d'innocence de Gérard Depardieu, alors accusé de viol, agression sexuelle et harcèlement sexuel.

## Collaborateurs récurrents

### Derrière la caméra
Francis Veber a connu sur l'ensemble de sa filmographie un grand nombre de collaborations récurrentes. Alain Poiré a produit La Chèvre, Le Jaguar et Le Dîner de cons. Georges Klotz a monté Le Dîner de cons, Le Placard, La Doublure et L'Emmerdeur.
Marie-Sophie Dubus a monté Les Compères et Les Fugitifs. Vladimir Cosma a composé la musique pour tous ses films jusqu'au Placard inclus. Luciano Tovoli fut son directeur de la photographie à partir de Les Fugitifs jusqu'à Tais-toi ! (5 films).
| Film           | Le Jouet (1976) | La Chèvre (1981) | Les Compères (1983) | Les Fugitifs (1986) | Le Jaguar (1996) | Le Dîner de cons (1998) | Le Placard (2001) | Tais-toi ! (2003) | Terminus (court-métrage) (2006) | La Doublure (2006) | L'Emmerdeur (2008) |
| -------------- | --------------- | ---------------- | ------------------- | ------------------- | ---------------- | ----------------------- | ----------------- | ----------------- | ------------------------------- | ------------------ | ------------------ |
| Alain Poiré    |                 | Oui              |                     | Oui                 | Oui              | Oui                     |                   |                   |                                 |                    |                    |
| Patrice Ledoux |                 |                  |                     |                     |                  |                         | Oui               |                   |                                 | Oui                | Oui                |

### Devant la caméra
Francis Veber choisit souvent les mêmes acteurs pour ses films : Gérard Depardieu a joué dans La Chèvre, Les Compères, Les Fugitifs, Le Placard et Tais-toi ! Il avait failli jouer dans Le Dîner de cons mais le rôle fut confié à Thierry Lhermitte.
Virginie Ledoyen a joué dans La Doublure et dans L'Emmerdeur.
Vincent Moscato, Laurent Gamelon et Armelle Deutsch ont joué dans Le Placard et Tais-toi !.
Pierre Richard a joué dans Le Jouet, La Chèvre, Les Compères, Les Fugitifs, dans Le Grand Blond avec une chaussure noire et Le Retour du grand blond (scénario d'Yves Robert et Francis Veber).
Alexandra Vandernoot apparaît successivement dans Le Jaguar, Le Dîner de cons et Le Placard.
| Film                 | Le Jouet (1976) | La Chèvre (1981) | Les Compères (1983) | Les Fugitifs (1986) | Le Jaguar (1996) | Le Dîner de cons (1998) | Le Placard (2001) | Tais-toi ! (2003) | Terminus (court-métrage) (2006) | La Doublure (2006) | L'Emmerdeur (2008) |
| -------------------- | --------------- | ---------------- | ------------------- | ------------------- | ---------------- | ----------------------- | ----------------- | ----------------- | ------------------------------- | ------------------ | ------------------ |
| Jacques Villeret     |                 |                  |                     |                     |                  | Oui                     |                   |                   |                                 |                    |                    |
| Jean Carmet          |                 |                  |                     | Oui                 |                  |                         |                   |                   |                                 |                    |                    |
| Gérard Depardieu     |                 | Oui              | Oui                 | Oui                 |                  |                         | Oui               | Oui               |                                 |                    |                    |
| Pierre Richard       | Oui             | Oui              | Oui                 | Oui                 |                  |                         |                   |                   |                                 |                    |                    |
| Alexandra Vandernoot |                 |                  |                     |                     | Oui              | Oui                     | Oui               |                   |                                 |                    |                    |
| Thierry Lhermitte    |                 |                  |                     |                     |                  | Oui                     | Oui               |                   |                                 |                    |                    |
| Daniel Auteuil       |                 |                  |                     |                     |                  |                         | Oui               |                   |                                 | Oui                |                    |
| Richard Berry        |                 |                  |                     |                     |                  |                         |                   | Oui               | Oui                             | Oui                | Oui                |
| Vincent Moscato      |                 |                  |                     |                     |                  |                         | Oui               | Oui               |                                 |                    |                    |
| Laurent Gamelon      |                 |                  |                     |                     |                  |                         | Oui               | Oui               |                                 | Oui                |                    |
| Jean Reno            |                 |                  |                     |                     | Oui              |                         |                   | Oui               |                                 |                    |                    |
| Philippe Brigaud     |                 |                  | Oui                 |                     |                  | Oui                     | Oui               | Oui               |                                 | Oui                |                    |
| Michel Caccia        |                 |                  |                     |                     | Oui              |                         | Oui               | Oui               |                                 |                    |                    |
| Michel Aumont        | Oui             |                  | Oui                 |                     |                  |                         | Oui               | Oui               |                                 | Oui                | Oui                |
| Michel Robin         | Oui             | Oui              |                     |                     |                  |                         |                   |                   |                                 |                    |                    |
| Michèle Garcia       |                 |                  |                     |                     |                  |                         | Oui               |                   |                                 | Oui                |                    |
| Roland Blanche       |                 |                  | Oui                 | Oui                 | Oui              |                         |                   |                   |                                 |                    |                    |
| Pétronille Moss      |                 |                  |                     |                     |                  | Oui                     |                   | Oui               |                                 |                    |                    |
| Stéphane Bierry      |                 |                  | Oui                 |                     |                  |                         |                   |                   |                                 |                    | Oui                |
| Maurice Barrier      |                 |                  | Oui                 | Oui                 |                  |                         |                   |                   |                                 |                    |                    |
| Virginie Ledoyen     |                 |                  |                     |                     |                  |                         |                   |                   |                                 | Oui                | Oui                |
| Robert Dalban        |                 | Oui              | Oui                 |                     |                  |                         |                   |                   |                                 |                    |                    |
| Armelle Deutsch      |                 |                  |                     |                     |                  |                         | Oui               | Oui               |                                 |                    |                    |
| Irina Ninova         |                 |                  |                     |                     |                  |                         | Oui               |                   |                                 | Oui                |                    |
| Edgar Givry          |                 |                  |                     |                     | Oui              | Oui                     | Oui               | Oui               |                                 |                    |                    |

## Théâtre
- 1968 : L'Enlèvement (mise en scène Jacques Fabbri, théâtre Édouard VII)
- 1969 : Le Contrat (mise en scène Pierre Mondy, Théâtre du Gymnase), rejouée en 2005 sous le titre L'Emmerdeur
- 1993 : Le Dîner de cons (mise en scène Pierre Mondy, théâtre des Variétés)
- 2012 : Cher trésor (mise en scène de l'auteur, au Théâtre des Nouveautés)
- 2014 : Le Placard (mise en scène de l'auteur, au Théâtre des Nouveautés)
- 2017 : Un animal de compagnie (mise en scène de l'auteur, au Théâtre des Nouveautés)
- 2022 : Le Tourbillon (mise en scène de l'auteur au théâtre de la Madeleine)

## Filmographie

### Réalisateur
- 1976 : Le Jouet
- 1981 : La Chèvre
- 1983 : Les Compères
- 1986 : Les Fugitifs
- 1989 : Les Trois Fugitifs (Three Fugitives)
- 1992 : Sur la corde raide (Out on a limb)
- 1996 : Le Jaguar
- 1998 : Le Dîner de cons
- 2000 : Le Placard
- 2002 : Tais-toi !
- 2006 : La Doublure
- 2008 : L'Emmerdeur

### Scénariste
Francis Veber est également scénariste des films qu'il a réalisé, à l'exception de Sur la corde raide.
- 1969 : Appelez-moi Mathilde de Pierre Mondy
- 1972 : Il était une fois un flic de Georges Lautner
- 1972 : Le Grand Blond avec une chaussure noire d'Yves Robert
- 1973 : La Valise de Georges Lautner
- 1973 : L'Emmerdeur d'Édouard Molinaro
- 1973 : Le Magnifique de Philippe de Broca (non crédité)
- 1974 : Le Retour du grand blond d'Yves Robert
- 1975 : Le Téléphone rose d'Édouard Molinaro
- 1975 : Adieu poulet de Pierre Granier-Deferre
- 1975 : Peur sur la ville d'Henri Verneuil
- 1976 : On aura tout vu de Georges Lautner
- 1978 : Coup de tête de Jean-Jacques Annaud
- 1978 : La Cage aux folles d'Édouard Molinaro
- 1979 : Cause toujours... tu m'intéresses! d'Édouard Molinaro
- 1980 : La Cage aux folles II d'Édouard Molinaro
- 1980 : Les Séducteurs sketch d'Édouard Molinaro
- 1982 : Partners de James Burrows
- 1985 : Hold-up d'Alexandre Arcady
- 1994 : My Father, ce héros de Steve Miner
- 1995 : Fantôme avec chauffeur de Gérard Oury
- 1998 : Dead Letter Office de John Ruane

### Dialoguiste
Ses films en tant que réalisateur.
- 1968 : Appelez-moi Mathilde
- 1973 : L'Emmerdeur
- 1975 : Le Retour du grand blond
- 1975 : Peur sur la ville
- 1976 : On aura tout vu
- 1980 : La Cage aux folles 2
- 1985 : Hold-Up

### Script doctor
- 1981 : Le Professionnel de Georges Lautner (non crédité)
- 1988 : Le Grand Bleu de Luc Besson (non crédité)

### Acteur
- 1969 : Agence Intérim (épisode Quiproquo), série télévisée de Marcel Moussy et Pierre Neurisse : l'un des frères Chavah (+ crédits de rédaction de la série)
- 2008 : L'Emmerdeur

## Résultats au box-office
| Film             | Année | Box-office français |
| ---------------- | ----- | ------------------- |
| Le Dîner de cons | 1998  | 9 247 001 entrées   |
| La Chèvre        | 1981  | 7 079 674 entrées   |
| Le Placard       | 2000  | 5 317 858 entrées   |
| Les Compères     | 1983  | 4 847 229 entrées   |
| Les Fugitifs     | 1986  | 4 496 827 entrées   |
| Tais-toi !       | 2003  | 3 139 195 entrées   |
| La Doublure      | 2006  | 3 087 562 entrées   |
| Le Jaguar        | 1996  | 2 407 696 entrées   |
| Le Jouet         | 1976  | 1 269 452 entrées   |
| L'Emmerdeur      | 2008  | 240 720 entrées     |
| Total            | -     | 41 113 214 entrées  |

## Remakes de ses films
- 1981 : Buddy Buddy de Billy Wilder (remake de L'Emmerdeur)
- 1982 : The Toy de Richard Donner (remake du Jouet)
- 1985 : L'Homme à la chaussure rouge (The Man with one red shoe) de Stan Dragoti (remake du Grand blond avec une chaussure noire)
- 1989 : Les Trois fugitifs (Three Fugitives), réalisé par lui-même (remake des Fugitifs)
- 1991 : Pure Luck de Nadia Tass (remake de La Chèvre)
- 1996 : The Birdcage de Mike Nichols (remake de La Cage aux folles)
- 1997 : Drôles de pères (Fathers' Day) d'Ivan Reitman (remake des Compères)
- 2010 : The Dinner (Dinner for Schmucks) de Jay Roach (remake du Dîner de cons)
- 2022 : The Valet de Richard Wong (remake de La Doublure)
- 2022 : Le Nouveau Jouet de James Huth (remake du Jouet)

## Distinctions
- Césars 1977 : nomination au César du meilleur scénario original ou adaptation pour Le Jouet
- Césars 1984 : nomination au César du meilleur scénario original ou adaptation pour Les Compères
- Césars 1987 : nomination au César du meilleur scénario original ou adaptation pour Les Fugitifs
- 1999 : Prix Lumières du meilleur scénario pour Le Dîner de cons
- Césars 1999 : César du meilleur scénario original ou adaptation pour Le Dîner de cons
- Césars 1999 : nomination au César du meilleur film pour Le Dîner de cons
- Césars 1999 : nomination au César du meilleur réalisateur pour Le Dîner de cons
- 2009 : Prix Henri Jeanson de la SACD
- 2012 : Prix Lumières d'honneur pour l'ensemble de sa carrière

## Autobiographie

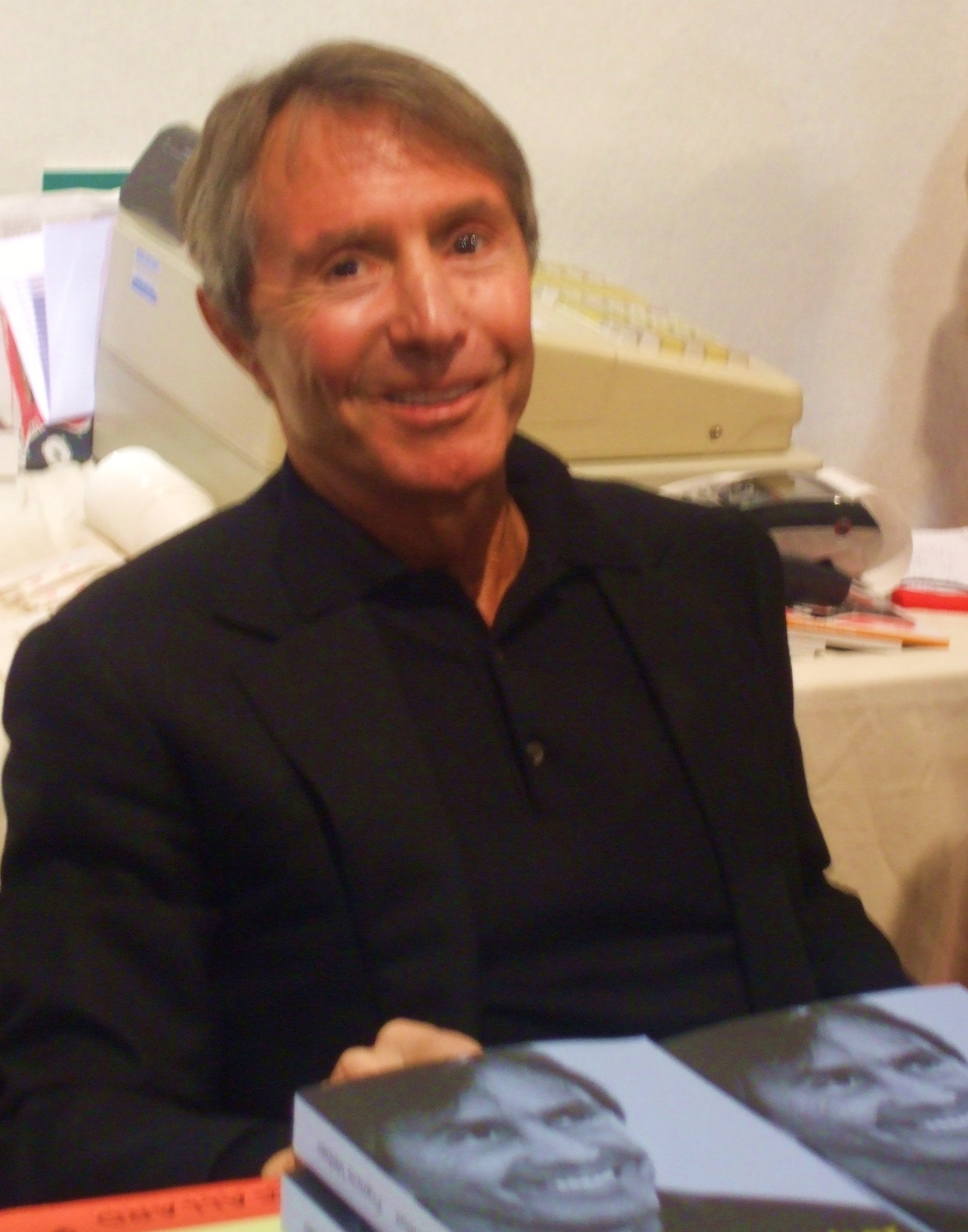
Francis Veber à la foire du livre 2010 de Brive la Gaillarde

- Que ça reste entre nous, Robert Laffont, 2010